# Cantone di Mirande-Astarac
Il Cantone di Mirande-Astarac è una divisione amministrativa dell'arrondissement di Mirande.
È stato costituito a seguito della riforma approvata con decreto del 26 febbraio 2014, che ha avuto attuazione dopo le elezioni dipartimentali del 2015.

## Composizione
Comprende i 43 comuni di:
- Aux-Aussat
- Barcugnan
- Bazugues
- Beccas
- Belloc-Saint-Clamens
- Berdoues
- Betplan
- Castex
- Clermont-Pouyguillès
- Duffort
- Estampes
- Haget
- Idrac-Respaillès
- Laas
- Labéjan
- Lagarde-Hachan
- Laguian-Mazous
- Lamazère
- Loubersan
- Malabat
- Manas-Bastanous
- Marseillan
- Miélan
- Miramont-d'Astarac
- Mirande
- Moncassin
- Montaut
- Mont-de-Marrast
- Montégut-Arros
- Ponsampère
- Sadeillan
- Saint-Élix-Theux
- Saint-Martin
- Saint-Maur
- Saint-Médard
- Saint-Michel
- Saint-Ost
- Sainte-Aurence-Cazaux
- Sainte-Dode
- Sarraguzan
- Sauviac
- Villecomtal-sur-Arros
- Viozan